# Златко Јунузовић
Златко Јунузовић (26. септембар 1987, Лозница) аустријски је фудбалер и репрезентативац, који тренутно наступа за Ред бул Салцбург. Игра на позицији нападача.

## Репрезентација
Јунузовић за први тим Аустријске репрезентације наступа од 2006. године. Дебитовао је у марту 2006. против Канадске репрезентације. Одиграо је 18. утакмица и постигао је 1. гол.